# Johannes Freitag
Johannes Freitag (ur. 24 czerwca 1972 w Knittelfeld) – austriacki duchowny rzymskokatolicki, biskup pomocniczy Grazu-Seckau od 2025.

## Życiorys
Święcenia kapłańskie otrzymał 25 maja 2000 i został inkardynowany do diecezji Grazu-Seckau.
31 stycznia 2025 papież Franciszek mianował go biskupem pomocniczym diecezji Grazu-Seckau, ze stolicą tytularną Guzabeta. Sakry udzielił mu 1 maja 2025 biskup Wilhelm Krautwaschl.